# フィリップ証券
フィリップ証券株式会社（フィリップしょうけん）は、東京都中央区に本社を置くフィリップキャピタルグループの証券会社である。
シンガポールを本拠地とした欧米含む15ヵ国に展開するフィリップキャピタルグループの日本法人である。
子会社にサイバークオート株式会社、兄弟会社にアジリティー・ホールディングス株式会社がある。

## 店舗
- 本店 - 東京都中央区日本橋兜町4番2号
- 本店別館 - 東京都中央区日本橋兜町4番3号
- 足利支店 - 栃木県足利市田中町32-10

## 沿革
- 1920年（大正9年）9月 - 成瀬省一が、1917年（大正6年）に開設された上甲信弘商店東京支店を継ぎ、成瀬省一商店として独立。
- 1944年（昭和19年）4月 - 成瀬証券株式会社に改組。
- 2007年（平成19年）9月 - 金融商品取引法に基づく第1種金融商品取引業者として登録。
- 2011年（平成23年）4月 - 成瀬証券とフィリップ ファイナンシャルス（PhillipFinancials）株式会社が合併、フィリップ証券株式会社となる。
- 2015年（平成27年）10月 - 大阪市北区に大阪営業所を開設（2024年に閉所）。
- 2024年（令和6年）
  - 2月 - 福岡証券取引所に特定正会員として加入。
  - 6月 - 第一種金融商品取引業者の変更登録届出完了。「電子記録移転有価証券表示権利等（ST）」取扱開始。[2]

## 業務内容
- 証券業務
  - 現物取引
  - 信用取引
  - オプション取引
  - 指数等先物取引
  - 外国市場証券先物取引
  - 公社債取引
  - 投資信託取引
  - 代理事務業務
- 大証先物・オプション取引業務
- 外国株式取引業務
  - シンガポール株式
  - 香港株式
  - タイ株式
  - マレーシア株式
  - インドネシア株式
  - 米国株式
- 引受業務
  - TOKYO PRO Market J-Adviser（16の上場企業の内10社を担当。2016年7月現在）
  - Fukuoka PRO Market F-Adviser（7の上場企業の内全社を担当。2025年1月現在）
- 外国為替証拠金取引業務（個人顧客向け）
  - MT5（MetaTrader）
- 外国為替証拠金取引業務（金商業顧客向け/LP業）
  - 2020年9月時点　4社へ提供
- CFD取引業務（証券CFDおよび商品CFD）
  - MT5（MetaTrader）
- 商品先物取引業務（個人向けおよび、他の商品取引員からの取次）
- ST（セキュリティトークン）取扱業務[3]

## J-Adviser実績としてのTOKYO PRO Market上場会社一覧
- 2011年7月15日上場 - メビオファーム（医薬品）
- 2012年
  - 5月28日上場 - 五洋食品産業（食料品）
  - 9月25日上場 - 新東京グループ（サービス業）
- 2013年
  - 7月31日上場 - HABITA CRAFT（現・MISAWA HABITA。建設業）
  - 9月4日上場 - アドメテック（医薬品）
  - 10月31日上場 - エコグリーン（卸売業）
- 2014年
  - 7月15日上場 - はかた匠工芸（繊維製品）
  - 10月20日上場 - イー・カムトゥルー（情報・通信業）
- 2015年
  - 3月23日上場 - TSON（不動産業）
  - 11月25日上場 - トライアンフコーポレーション（情報・通信業）
- 2016年
  - 6月17日上場 - 歯愛メディカル（卸売業）のちにTOKYO PRO MarketからJASDAQ上場（2018年12月18日）、第1号案件となる。
  - 6月23日上場 - コンピュータマインド（情報・通信業）
  - 7月7日上場 - ピースリビング（建設業）
  - 11月10日上場 - LS-LINKS（サービス業）なお、2016年10月24日に上場申請を取り下げ。
- 2017年
  - 9月19日上場 - 富士テクノソリューションズ（サービス業）
  - 10月24日上場 - 翔栄（不動産業）
  - 10月30日上場 - パパネッツ（倉庫・運輸関連業）
- 2018年
  - 2月26日上場 - ニッソウ（建設業）
  - 4月24日上場 - 揚工舎（サービス業）
  - 5月2日上場 - ビズライト・テクノロジー（情報通信業）
  - 5月16日上場 - ひかりホールディングス（タイル・石材加工販売事業、建材卸売事業、電気通信工事業）
  - 12月19日上場 - パスロジ（セキュリティソフトウェア製品開発事業）
- 2019年
  - 2月21日上場 - タカネットサービス（車両販売・賃貸事業、車両整備・陸送事業、運輸事業）
  - 3月5日上場 - マルク（障がい者・障がい児に対する就労支援・就労自立準備を行う、就労継続支援A型事業所及び放課後等デイサービス事業所の運営）
  - 9月26日上場 - 清鋼材（鋼材加工事業）
  - 11月25日上場 - QLSホールディングス（保育事業、介護事業及び人材派遣事業等）
- 2020年
  - 5月20日上場 - カレント自動車（中古輸入車の買取・販売業）
  - 5月25日上場 - C Channel（eコマース事業、メディア事業、海外事業）
  - 5月27日上場 - ファーストステージ（投資用不動産販売）
  - 10月2日上場 - バルコス（バッグ等の皮革商品の販売）
  - 10月21日上場 - アートフォースジャパン（地盤改良事業・建設事業）
- 2021年
  - 3月30日上場 - 琉球アスティーダスポーツクラブ（スポーツ関連事業、飲食事業）
  - 6月28日上場 - アイダ設計（分譲住宅及び注文住宅の販売・建築等）
  - 6月30日上場 - オージックグループ（各種精密ギアの製造販売）
  - 10月1日上場 - 富士テクノホールディングス（情報処理業）
  - 12月16日上場 - フローバル（各種設備機器・部品・材料の開発販売）
- 2022年
  - 2月17日上場 - ウェルビングループ（自動車販売・整備業）
  - 2月25日上場 - グラントマト（農業関連資材や農業生産物の販売、食料品販売等を通じた農業生産及び流通のサポート）
  - 4月21日上場 - manaby（障害福祉サービス）
  - 6月22日上場 - アイガー（広告ブランディング業）
  - 9月14日上場 - フロンティアホールディングス（不動産仲介業、リフォーム及び戸建住宅事業）
  - 12月6日上場 - マナベインテリアハーツ（家具インテリア用品、ホームファッション用品販売）
  - 12月28日上場 - フロンティアハウス（不動産の企画・開発・建築・販売・賃貸管理）
- 2023年
  - 1月26日上場 - 大友ロジスティクスサービス（陸運業）
  - 4月23日上場 - 働楽ホールディングス（情報・通信業）
  - 7月14日上場 - 光響（光・レーザーに関する製品・商品の販売）
  - 8月4日上場 - 日本総険（保険業）
  - 9月13日上場 - 大伸社（マーケティングコミュニケーションツールの企画制作及び印刷事業）
  - 10月20日上場 - アイビスホールディングス（障害福祉サービス業）
  - 11月22日上場 - ケーイーティ（産業廃棄物の収集運搬）
  - 12月13日上場 - オフィスバスターズ（オフィス家具・OA機器等の中古品の買取・販売、ビルインサーキュラー総合事業）
- 2024年
  - 1月25日上場 - RAVIPA（ヘアケア商品・化粧品の企画・販売）
  - 1月30日上場 - アイエヌホールディングス（総合ロジスティクス事業）
  - 2月20日上場 - アプライズ（在日ベトナム人に特化した人材派遣サービス等）
  - 3月13日上場 - エネルギーパワー（電力小売、電気工事）
  - 4月11日上場 - エージェンテック（デジタルコンテンツ管理配信ソフトウエア等の開発）
  - 6月27日上場 - シュンビン（ブランディング及び商品開発デザイン業）
  - 7月26日上場 - ライフクリエイト（買取販売店の経営及び不用品回収事業 ）
  - 8月8日上場 - NICS（情報通信業）
  - 8月26日上場 - アスミホールディングス（建設業）
  - ９月６日上場 - バレッグス（不動産業）
  - ９月27日上場 - ヒューマンアジャスト(鍼灸院、接骨院の運営)
  - 9月30日上場 - ニューロマジック(サービス業)
  - 10月18日上場 - デジタルキューブ（情報通信業）
  - 10月25日上場 - グローカルマーケティング（経営コンサルティング及び子育て支援）
  - 10月31日上場 - アクセリア（情報通信業）
  - 11月14日上場 - ハンワホームズ（小売・卸売業）
  - 11月20日上場 - インターグ（デジタルマーケティング事業）
  - 12月16日上場 - ハウジング・スタッフ（不動産業）
  - 12月19日上場 - ぽすとめいとホールディングス（保育事業・ビルメンテナンス業）
- 2025年
  - 1月8日上場 - コスモス調剤（調剤薬局・ジェネリック医薬品の卸売）
  - 2月13日上場 - Ｄ＆Ｉ（障害者雇用支援教育事業）

## F-Adviser実績としてのFukuoka PRO Market上場会社一覧
- 2024年
  - 12月16日上場：アイビスホールディングス
  - 12月16日上場：ライフクリエイト
  - 12月16日上場：NICS
  - 12月16日上場：ヒューマンアジャスト
  - 12月16日上場：ニューロマジック
  - 12月16日上場：テクロ
  - 12月16日上場：ハウジング・スタッフ

## 最寄駅
- 東京メトロ東西線または日比谷線茅場町駅10番出口から徒歩3分

## フィリップキャピタル
フィリップキャピタルグループは16の国と地域にグループ企業を展開する総合金融グループで、フィリップ証券の母体となっているグループ企業である。シンガポールに本部を置き、2021年現在日本にも3社展開している。

## 銀行発祥の地の碑
本店別館の所在地である日本橋兜町4番3号は、1873年（明治6年）に第一銀行が開業した地となっており、ビルの外壁に「銀行発祥の地」の銘板が埋め込まれているほか、当地の歴史を紹介するパネルが設置されている。